# Paweł Jaroszek
Paweł Julian Jaroszek (ur. 7 stycznia 1972 w Pionkach) – polski panczenista, olimpijczyk z Albertville 1992 i Lillehammer 1994.
Jako junior w roku 1990 zdobył tytuł mistrza Polski oraz zajął 12. miejsce na mistrzostwach świata juniorów.
Jako senior wielokrotny medalista w mistrzostwach Polski:
- srebrny
  - w wyścigu na 1000 metrów w roku 1993, 1994, 1996
  - w wyścigu na 1500 metrów w roku 1993, 1997
  - w wieloboju w roku 1998,
  - w wieloboju sprinterskim w latach 1993-1996.
- brązowy
  - w wyścigu na 1000 metrów w roku 1995, 1997
  - w wyścigu na 1500 metrów w roku 1991, 1994, 1996
  - w wieloboju w roku 1997

Na igrzyskach w Albertville wystartował w wyścigu na 1000 metrów zajmując 32. miejsce i w wyścigu na 1500 metrów zajmując 16. miejsce.
Na igrzyskach w Lillehammer wystartował w wyścigu na 1500 metrów zajmując 11. miejsce.

## Rekordy życiowe
- 500 metrów - 39,15 uzyskany 21 marca 1992 roku w Calgary,
- 1000 metrów - 1.17,24 uzyskany 30 listopada 1991 roku w Heerenveen,
- 1500 metrów - 1.52,52 uzyskany 9 listopada 1997 roku w Calgary,
- 5000 metrów - 6.54,88 uzyskany 16 listopada 1997 roku w Calgary
- 10 000 metrów - 15.32,28 uzyskany 21 grudnia 1997 roku w Tomaszowie Mazowieckim.